# Carrowbaun, Newhall and Ballylee Turloughs SAC
Carrowbaun, Newhall and Ballylee Turloughs SAC este o arie protejată (arie specială de conservare — SAC, sit de importanță comunitară — SCI) din Irlanda întinsă pe o suprafață de 105,62 ha, integral pe uscat.

## Localizare
Centrul sitului Carrowbaun, Newhall and Ballylee Turloughs SAC este situat la coordonatele 53°06′32″N 8°47′00″W / 53.108782°N 8.783321°V.

## Înființare
Situl Carrowbaun, Newhall and Ballylee Turloughs SAC a fost declarat sit de importanță comunitară în februarie 2003 pentru a proteja 11 specii de animale. Situl a fost protejat și ca arie specială de conservare în iunie 2016.

## Biodiversitate
Situată în ecoregiunea atlantică, aria protejată conține 1 habitat natural: Turlough.
La baza desemnării sitului se află mai multe specii protejate de  păsări (11): rață pitică (Anas crecca), rață fluierătoare (Anas penelope), rață-cu-cap-castaniu (Aythya ferina), rața moțată (Aythya fuligula), fugaci de țărm (Calidris alpina), Cygnus columbianus bewickii, lebădă de iarnă (Cygnus cygnus), becațină comună (Gallinago gallinago), culic mare (Numenius arquata), ploier auriu (Pluvialis apricaria), nagâț (Vanellus vanellus).
Pe lângă speciile protejate, pe teritoriul sitului au mai fost identificate 1 specie de mamifere.